# Erythrogonia xiperca
Erythrogonia xiperca är en insektsart som beskrevs av Medler 1963. Erythrogonia xiperca ingår i släktet Erythrogonia och familjen dvärgstritar. Inga underarter finns listade i Catalogue of Life.